# Wainwright (Alaska)
Wainwright is een plaats (city) in de Amerikaanse staat Alaska, en valt bestuurlijk gezien onder North Slope Borough.

## Demografie
Bij de volkstelling in 2000 werd het aantal inwoners vastgesteld op 546.
In 2006 is het aantal inwoners door het United States Census Bureau geschat op 485, een daling van 61 (-11.2%).

## Geografie
Volgens het United States Census Bureau beslaat de plaats een oppervlakte van
110,0 km², waarvan 45,5 km² land en 64,5 km² water.

## Plaatsen in de nabije omgeving
De onderstaande figuur toont nabijgelegen plaatsen in een straal van 152 km rond Wainwright.